# アンドレ・ウィズダム
アンドレ・アレクサンダー・シャキール・ウィズダム（Andre Alexander Shaquille Wisdom, 1993年5月9日 - ）は、イギリス (イングランド)・ウェスト・ヨークシャー州リーズ出身のサッカー選手。ダービー・カウンティFCに所属。ポジションはディフェンダー。

## 経歴

### リヴァプール
リヴァプールFCのユース育ちの選手。2012年9月に行われたUEFAヨーロッパリーグのBSCヤングボーイズ戦でトップチームデビューを果たし、右サイドバックでプレーした。またこの試合の前半40分にはヌリ・シャヒンのCKに頭で合わせトップチーム初ゴールを挙げた。
2013年10月、ダービー・カウンティFCにシーズン終了までのレンタル移籍が決定。
2014年7月22日、ウェスト・ブロムウィッチ・アルビオンFCにレンタル移籍。
2015年5月26日、リヴァプールFCと新たに4年契約を結んだ。7月29日、ノリッジ・シティFCにレンタル移籍。
2016年8月31日、レッドブル・ザルツブルクにレンタル移籍。

### ダービー・カウンティ
2017年7月3日、古巣のダービー・カウンティFCに完全移籍で復帰。

## 代表歴
イングランド代表として各年代でプレー。またリヒテンシュタインで開催されたUEFA U-17欧州選手権2010の優勝メンバーで、決勝のスペイン戦では前半30分にゴールを決めている。

## タイトル

### クラブ
FCレッドブル・ザルツブルク
- オーストリア・ブンデスリーガ 優勝 （1回）： 2016-17
- オーストリア・カップ 優勝 （1回）： 2016-17

### 代表
U-16イングランド代表
- ビクトリー・シールド：1回 (2008)

U-17イングランド代表
- UEFA U-17欧州選手権：1回 (2010)